# Gaboni labdarúgó-válogatott
A gaboni labdarúgó-válogatott (becenevükön: fekete párducok) Gabon nemzeti csapata, melyet a gaboni labdarúgó-szövetség irányít. A csapat még nem jutott ki egyetlen labdarúgó-világbajnokságra sem.

## Nemzetközi eredmények
UNIFAC Kupa
- Aranyérmes: 1 alkalommal (1999)

UDEAC-kupa (A CEMAC-kupa elődje)
- Aranyérmes: 2 alkalommal (1985, 1988)
- Ezüstérmes: 1 alkalommal (1989)

## Világbajnoki szereplés
- 1930 - 1962 - Nem indult
- 1966 - Visszalépett
- 1970 - Nem jutott be
- 1974 - Visszalépett
- 1978–1986 - Nem indult
- 1990–2018 - Nem jutott be

## Afrikai nemzetek kupája-szereplés
- 1957 – Nem indult
- 1959 – Nem indult
- 1962 – Nem indult
- 1963 – Nem indult
- 1965 – Nem indult
- 1968 – Nem indult
- 1970 – Nem indult
- 1972 – Nem jutott be
- 1974 – Visszalépett
- 1976 – Nem indult
- 1978 – Nem jutott be
- 1980 – Nem indult
- 1982 – Visszalépett
- 1984 – Nem jutott be
- 1986 – Nem jutott be
- 1988 – Nem jutott be
- 1990 – Nem jutott be
- 1992 – Nem jutott be
- 1994 – Csoportkör
- 1996 – Negyeddöntő
- 1998 – Nem jutott be
- 2000 – Csoportkör
- 2002 – Nem jutott be
- 2004 – Nem jutott be
- 2006 – Nem jutott be
- 2008 – Nem jutott be
- 2010 – Csoportkör
- 2012 – Negyeddöntő (házigazda)
- 2013 – Nem jutott be
- 2015 – Csoportkör
- 2017 – Csoportkör (házigazda)

## Jelenlegi keret
2009 januárjában nevezett hivatalos keret.
| Szám | Poszt | Név                       | Születési dátum (Kor) | Vál. | Klub                          |
| ---- | ----- | ------------------------- | --------------------- | ---- | ----------------------------- |
| 1    | K     | Didier Ovono Ebang        | 1983. március 17.     |      | Dinamo Tbilisi                |
| 16   | K     | Boris Nguéma Békalé       | 1984. december 7.     |      | Téléstars FC                  |
| 23   | K     | William Loussouéké        | 1986. március 3.      |      | FC 105 Libreville             |
| 3    | V     | Georges Ambourouet        | 1986. május 1.        |      | FK Makedonija                 |
| 6    | V     | Ernest Akouassaga         | 1985. szeptember 16.  |      | Olimpi Rustavi                |
| 4    | V     | Moise Brou Apanga         | 1982. február 4.      |      | Stade Brestois 29             |
| 5    | V     | Bruno Ecuele Manga        | 1988. július 16.      |      | SCO Angers                    |
| 22   | V     | Rodrigue Moundounga       | 1982. augusztus 28.   |      | Mangasport                    |
| 19   | V     | Catilina Aubameyang       | 1983. szeptember 1.   |      | AC Ajaccio                    |
| 2    | V     | Aymard Moro Mvé           | 1987. június 1.       |      | Lille OSC                     |
| 25   | V     | Erwin Nguéma              | 1989. március 7.      |      | US Bitam                      |
| 13   | KP    | Bruno Mbanangoye Zita     | 1980. július 17.      |      | Dynamo Minsk                  |
| 14   | KP    | Paul Ulrich Kessany       | 1985. április 16.     |      | Hapoel Ironi Kiryat Shmona FC |
| 18   | KP    | Cédric Moubamba           | 1979. október 14.     |      | TP Mazembe                    |
| 10   | KP    | Etienne Alain Djissikadie | 1977. január 5.       |      | TP Mazembe                    |
| 7    | KP    | Stéphane Nguéma           | 1984. november 20.    |      | Paris FC                      |
| 11   | KP    | Eric Mouloungui           | 1984. január 4.       |      | OGC Nice                      |
| 8    | KP    | Arsène Copa               | 1988. június 16.      |      | Győri ETO FC                  |
| 12   | KP    | Thierry Issiémou          | 1983. március 31.     |      | FC Karpaty Lviv               |
| 9    | CS    | Daniel Cousin             | 1977. február 7.      |      | Hull City                     |
| 21   | CS    | Pierre-Emerick Aubameyang | 1989. január 28.      |      | FC Barcelona                  |
| 15   | CS    | Fabrice Do Marcolino      | 1983. március 14.     |      | SCO Angers                    |
| 20   | CS    | Roguy Méyé                | 1986. október 7.      |      | Debreceni VSC                 |
| 17   | CS    | Willy Aubameyang          | 1987. február 16.     |      | US Avellino                   |
| 21   | CS    | Gilles Mbang Ondo         | 1985. október 10.     |      | UMF Grindavik                 |

## Külső hivatkozások
- A gaboni labdarúgó-szövetség hivatalos honlapja
- Gabon a FIFA.com-on Archiválva 2012. november 1-i dátummal a Wayback Machine-ben

1. ↑  The FIFA/Coca-Cola World Ranking. FIFA
2. ↑  World Football Elo Ratings. eloratings.net